# Kiikoinens kyrka
Kiikoinens kyrka (finska: Kiikoisten kirkko) är en kyrka i Kiikoinen i Sastamala. Den planerades av Pehr Johan Gylich, och invigdes 1853. Den renoverades 1924, och klocktornet höjdes med nio meter.